# 彼得罗纳
彼得罗纳（義大利語：Petronà）是意大利卡坦扎罗省的一个市镇。总面积45.5平方公里，人口2708人，人口密度59.5人/平方公里（2009年）。ISTAT代码为079095。